# Arthur Calame
Arthur Calame né Jean Baptiste Arthur Calame le 7 octobre 1843 à Genève où il est et mort le 24 février 1919 est un peintre et graveur suisse.

## Biographie
Arthur Calame est le fils du peintre Alexandre Calame (1810-1864) dont il est l'élève. Il séjourne deux ans à l'Académie de Düsseldorf, puis voyage en Italie d'où il rapporte de nombreux paysages. Il exécute aussi quelques planches à l'eau-forte.

## Œuvres dans les collections publiques
- Évreux, musée d'Évreux : Paysage de montagne, Suisse, 1870, huile sur bois, 15 × 17 cm.
- Paris, musée Carnavalet : La Poterne des Peupliers, vers 1860.

Œuvres d'Arthur Calame
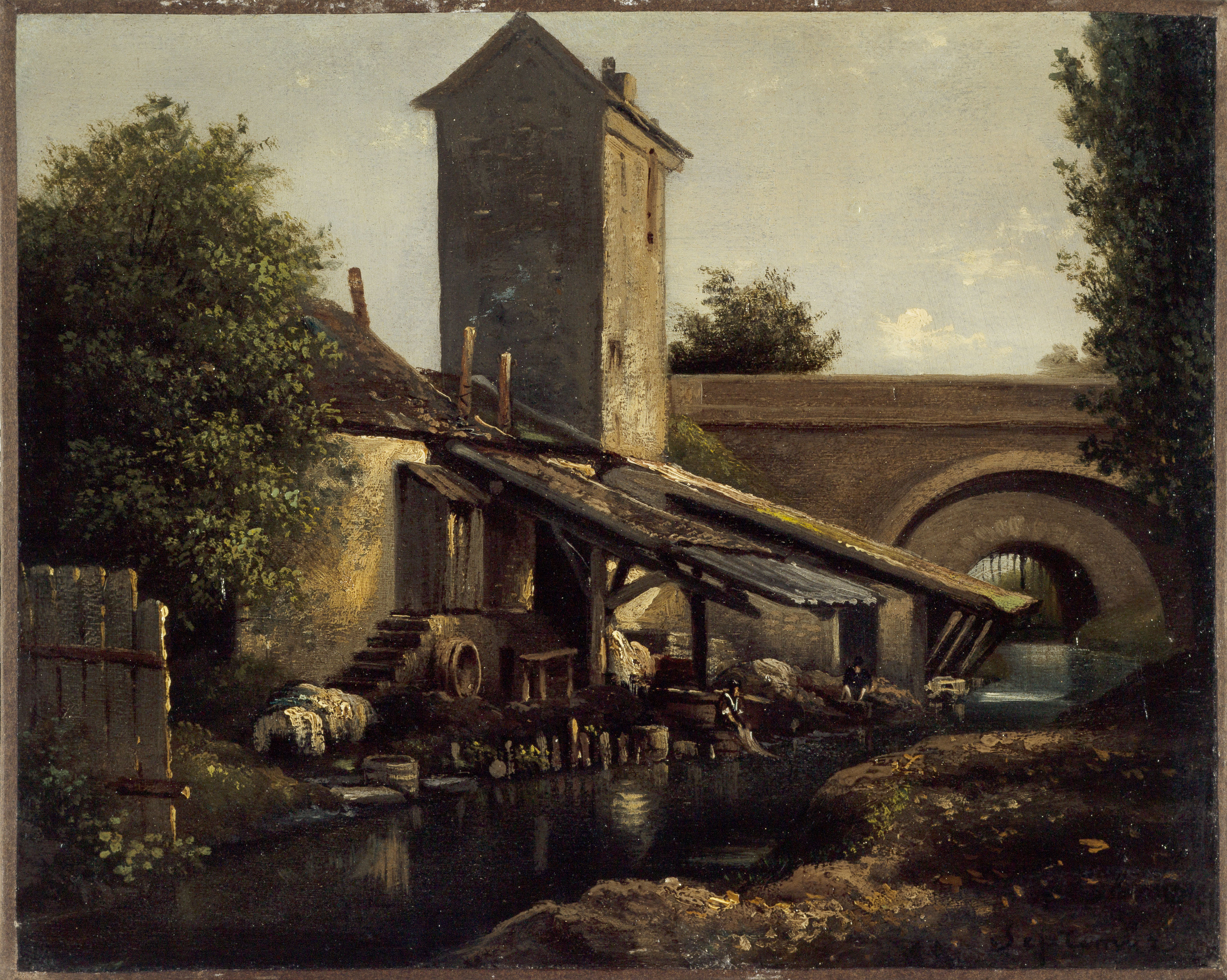
La Poterne des Peupliers (vers 1860), Paris, musée Carnavalet.
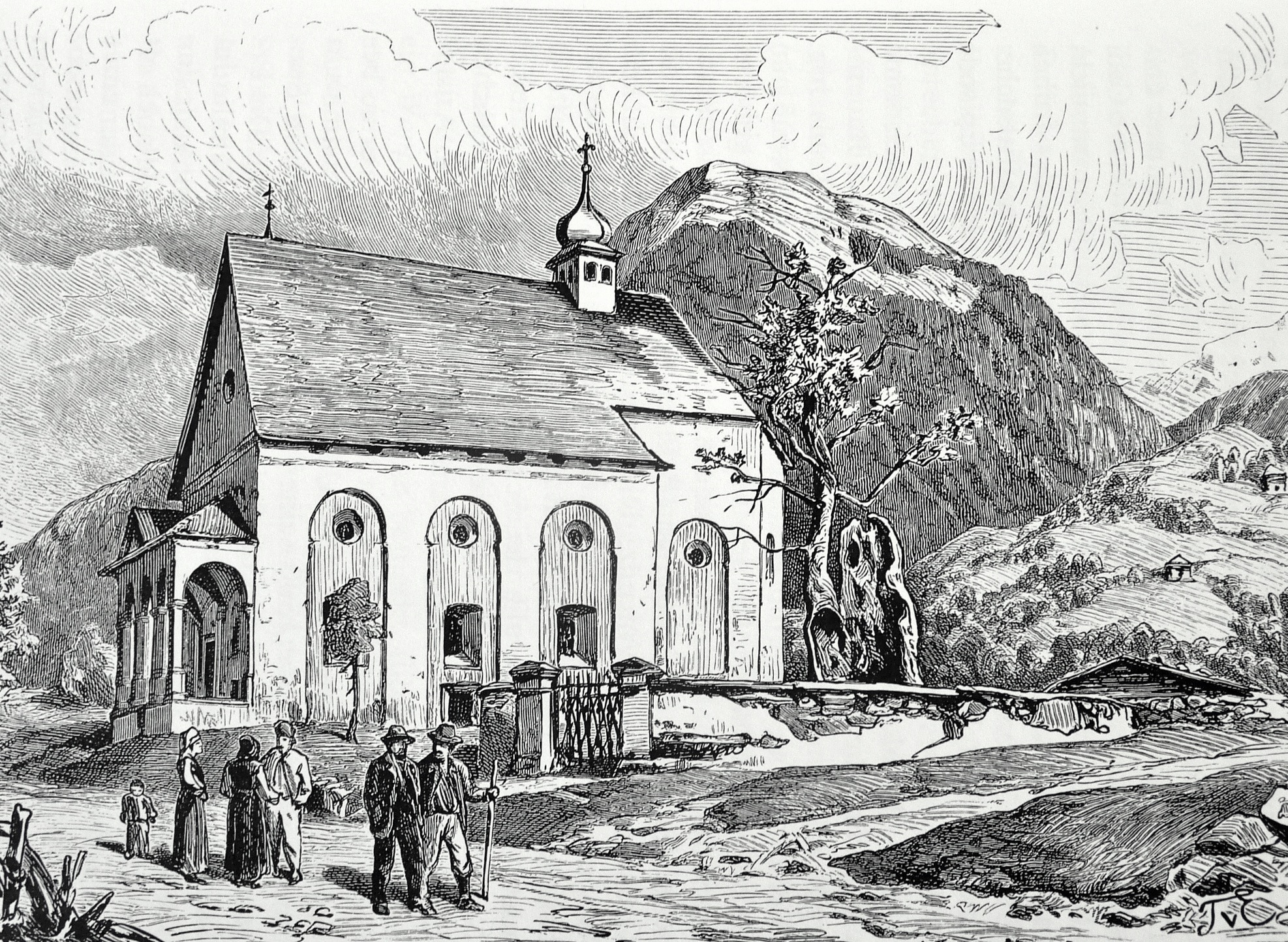
La Chapelle Sainte-Anne à Turn (1860), gravure.
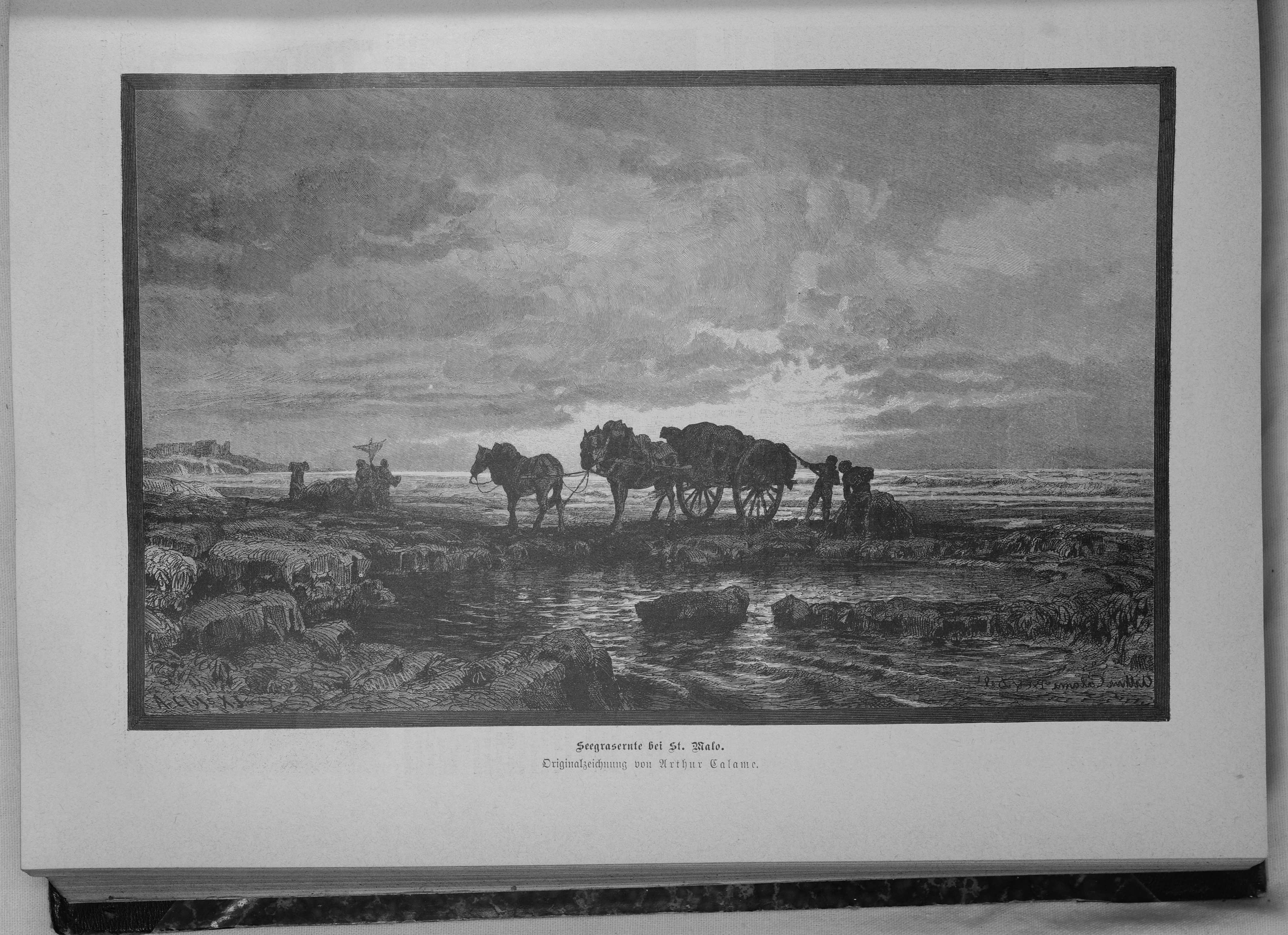
Les Algues près de Saint-Malo (1888), gravure d'après le tableau de Calame.